# Mihail Veștea
Mihail Veștea (n. 18 iulie 1958, Predeal, România) este un senator român, ales în 2020 din partea PNL. 